# Pieve di Santa Maria in Carpino

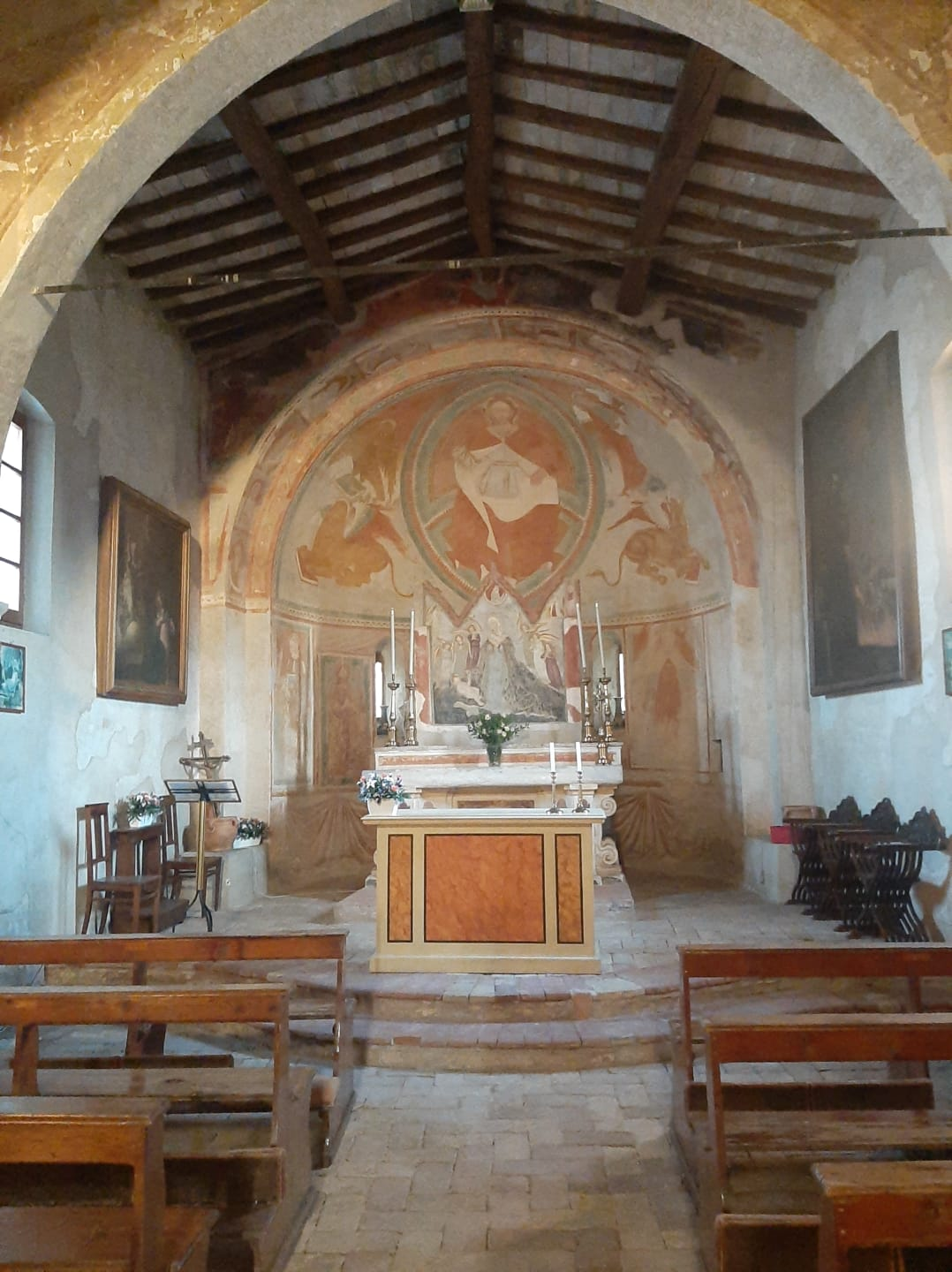
Interno

La pieve di Santa Maria in Carpino è un edificio religioso risalente al IV o V secolo d.C., situato alla periferia est di Carpenedolo, in provincia di Brescia.

## Contesto
Attorno al IV – V secolo d.C. la religione cristiana andava sempre più diffondendosi raggiungendo anche le zone più remote. Dopo secoli di contrasti con la vecchia religione romana politeista, i cristiani dovevano ora fare i conti con gli invasori barbari che con il loro passaggio devastavano le città. I popoli padani, sempre più esposti ad assalti da parte degli invasori, spopolarono le zone urbane spostandosi e creando nuovi nuclei insediativi. Fu in quel periodo che una comunità clericale retta da un arciprete s’insediò in un enorme bosco di carpini in quella che è ora località Taglie. Fu per questo motivo che il paese divenne Carpenedolo: vale a dire terra dei carpini, anche se ora non ve ne sono più. La comunità appena insediata costruì una primordiale chiesetta sui cui resti sarà costruita la pieve romanica di “Santa Maria in Carpino”. Nei pressi della Pieve furono ritrovati numerosi reperti archeologici d’antica arte cristiana del VI secolo e numerosi resti umani. Una pietra alto medievale è ora infissa nella parete meridionale della chiesetta. Fino allo scorso secolo era così frequente ritrovare resti che un pluteo paleocristiano era adoperato come ponte su un fosso tra un campo e l’altro allorché ad un signore appassionato di storia che era di passaggio alle Taglie “si rizzarono i capelli dallo stupore” nello scorgere tale pietra del VI secolo che poi altro non era che una parte dell’antica chiesetta rimpiazzata dalla più recente Pieve. Il pluteo si trova ad oggi nella Pieve di San Pancrazio, nella vicina Montichiari.

## Storia e descrizione
L'edificio in forma basilicale è di forme romaniche, con abside semicircolare in pietra di Botticino, ornata all'esterno di sottili lesene e coronata da una cornice di laterizi. Nella muratura sono inseriti elementi di reimpiego con decorazioni scolpite di epoca altomedievale e romana.
La facciata si presentava in origine affrescata e sul fianco sud era appoggiato un piccolo edificio annesso che fungeva da sagrestia e da casa per l'eremita che custodiva il santuario, demolito nel 1966.
L'interno è a navata unica (19,94 m di lunghezza e 5,92 m di larghezza), coperta da un tetto a capriata lignea, sostenuto da cinque arcate leggermente acute. Conserva sull'altare un trittico attribuito al pittore cremonese Bonifacio Bembo: in un polittico sono raffigurati la Vergine con il Bambino e angioletti; sul catino absidale è affrescato Gesù in trono con il Vangelo e i quattro evangelisti. Altri affreschi sono conservati nello spazio del coro (San Pietro, con iscrizione in caratteri gotici) e altri frammenti sulle pareti.
La chiesa ospita inoltre due tali raffiguranti San Luigi e Annunciazione, restaurati nel 1993.

## Note

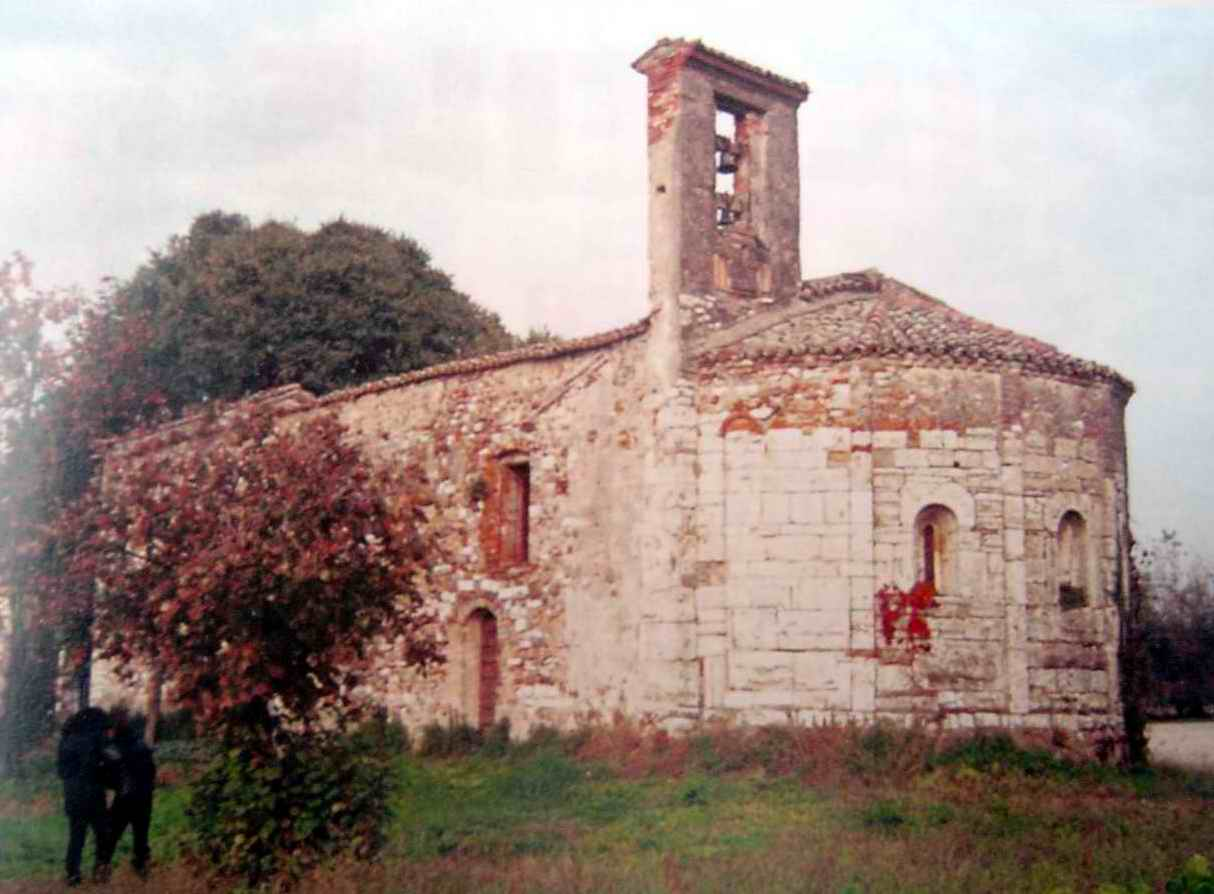
Pieve di Santa Maria in Carpino

## Bibliografia

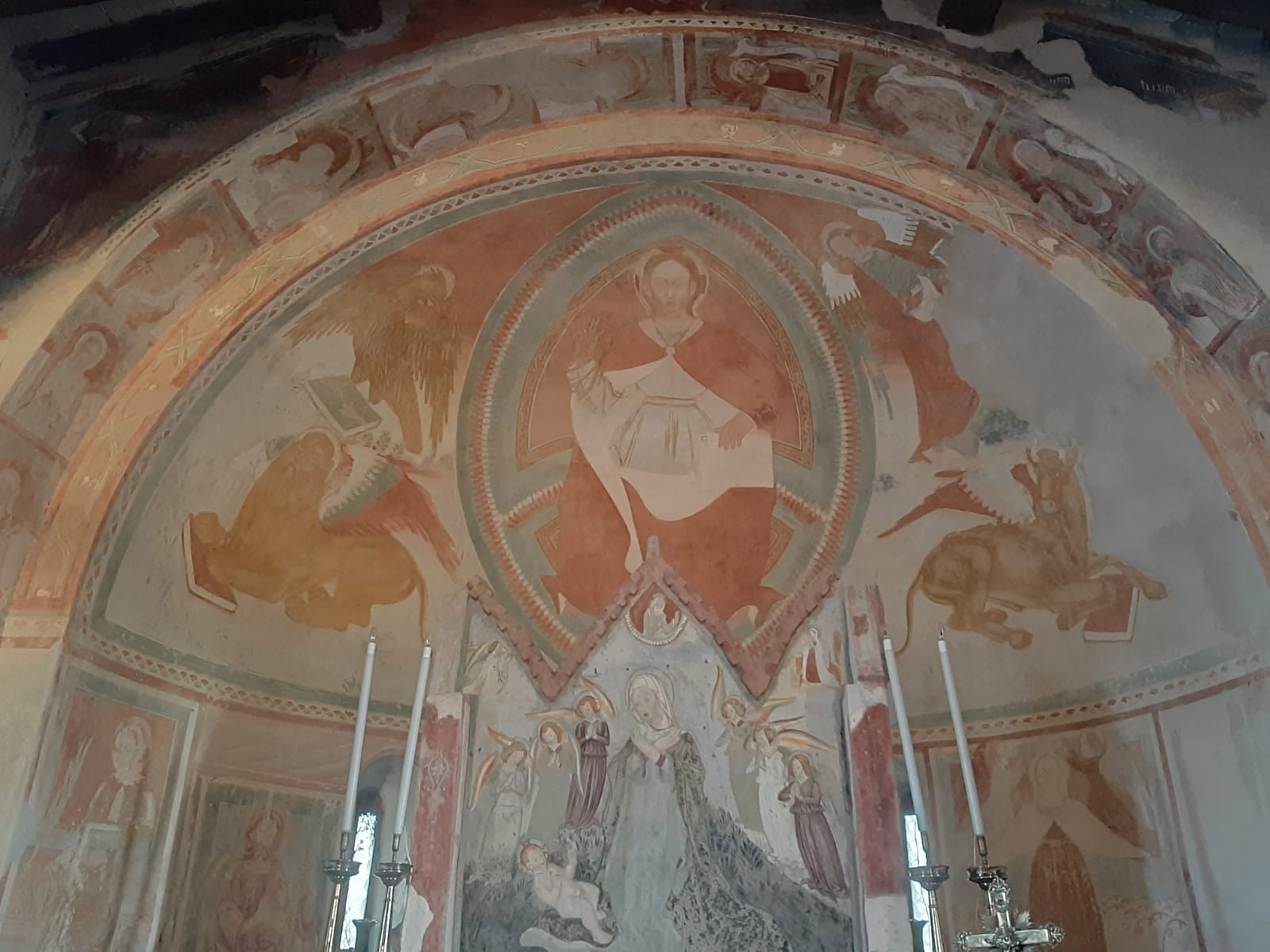
La zona absidale

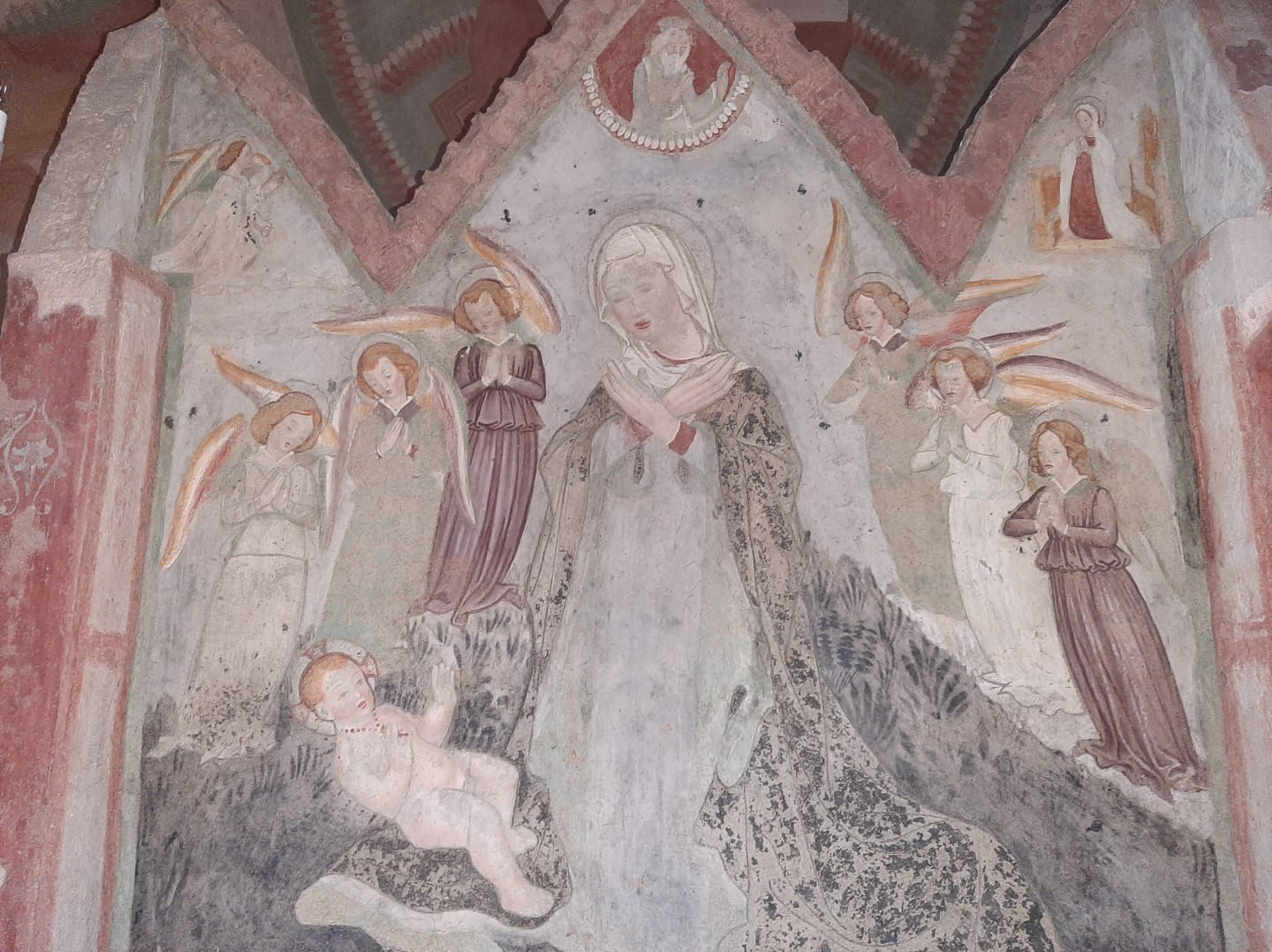

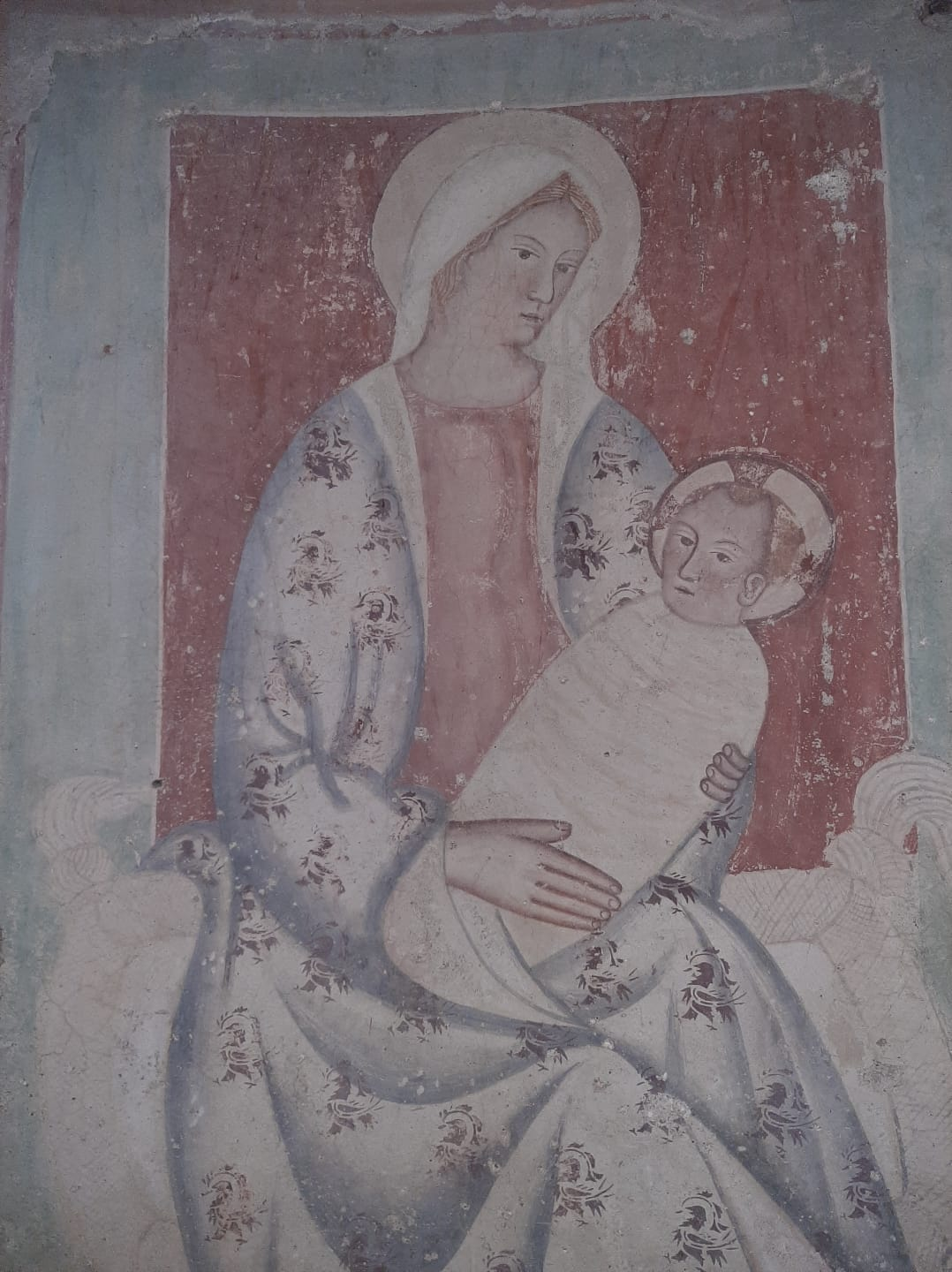
Madonna col Bambino